# Daisaku Ikeda
Daisaku Ikeda (池田 大作, Ikeda Daisaku, rojen 2. januarja 1928) je japonski budistični filozof, izobraževalec, avtor in zagovornik nuklearne razorožitve. Opravljal je delo tretjega predsednika in potem častnega predsednika Soka Gakkaia, največje japonske nove religiozne organizacije. Ikeda je ustanovitelj organizacije Soka gakkai International (SGI), največje laične budistične organizacije, ki ima okoli 12 milijonov članov v 192 državah in teritorijih, 1,5 milijonov izmed teh živi zunaj Japonske.  

## Življenjepis
Ikeda se je rodil v Tokiu, na Japonskem, leta 1928, družini gojilcev alg. Doživel je uničenje druge svetovne vojne kot najstnik, ki ga je, po njegovih besedah, zaznamovala in motivirala za iskanje temeljnih razlogov za konflikt med ljudmi. Z 19 leti je začel prakticirati Ničirenov budizem in se pridružil podmladku Soke Gakkaia. To je pripeljalo do njegovega vseživljenjskega projekta razvijanja globalnega mirovnega gibanja SGI in ustanavljanja mnogih institucij za promocijo miru, kulture in izobraževanja. Njegovi dosežki so mednarodno priznani, a je bil na Japonskem v zadnjih desetletjih tarča kritik, predvsem glede politične stranke Kōmeitō, ki jo je ustanovil.
V šestdesetih letih je Ikeda delal na restavraciji japonsko-kitajskih odnosov in ustanovitvi Soka izobraževalne mreže šol od vrtcev do univerze. Začel pa je pisati tudi zgodovinski roman Človeška revolucija (人間革命, Ningen Kakumei), ki govori o razvoju Soka Gakkaia pod vodstvom njegovega mentorja, Josei Tode. Leta 1975 je ustanovil Soka Gakkai International. Od osemdesetih let naprej si v svojih vsakoletnih mirovnih predlogih, na obletnico ustanovitve SGI-ja, prizadeva za nuklearno razorožitev sveta. Vizijo Ikede je opisal Olivier Urbain, takratni direktor mirovnega inštituta Toda, ki ga je Ikeda ustanovil; kot brezmejnega budističnega humanista, ki poudarja svobodno mišljenje in osebno izboljšanje, ki temlji na spoštovanju vsake oblike življenja.
Do leta 2015 je Ikeda objavil več kot 50 dialogov z izobraženci, mirovnimi aktivisti in vodilnimi svetovnimi figurami. Kot predsednik CGI-ja je obiskal 55 držav in govoril o temah, kot so mir, varovanje okolja, ekonomija, pravice žensk, verski dialog ter budizem in znanost.  

## Filozofija in prepričanja
Ikedin odnos z njegovim mentorjem, Joseiem Todo in vpliv Tsunesabura Makiguchija, je oblikoval njegov poudarek na dialogu in izobraževanju v namen grajenja zaupanja in miru med ljudmi. Budistični koncept srednje poti interpretira kot pot med idealizmom in materializmom; orientacija, ki v ospredje postavi javni interes, praktične ukrepe, moralnost in etiko, da lahko ljudje dosežejo srečo in blaginjo. Poudarja združitev individualne aktivnosti ter opolnomočenja z dosegom družbene enakosti in miru.  
V svoji knjigi, ki je izšla leta 1964, Politika in religija (清治修行, Seiji shūkyō), uporabi besedno zvezo ōbutsu myōgō, ki pomeni idealnost in potrebnost politike, ki temelji na filozofiji in religiji. Leta 1969 je izjavil, da Soka Gakkai z ōbutsu myōgō noče pritiskati na japonsko državo in jo prepričati, da naredi Nichiren Shoshu budizem državno religijo. Hočejo le skozi Komeito, njihovo politično stranko, voditi Japonsko v novo, budistično demokracijo, z mešanje Dharme in Evro-Ameriške filozofske tradicije s poudarkom na socialnem sektorju in humanističnem socializmu. Ko se je Soka Gakkai leta 1970 od Komeita oddaljila, se je fraza ōbutsu myōgō zaradi svoje politične nabitosti prenehala uporabljati.  
V intervjuju leta 2008 je dejal: “Ideal Mahayana budizma je uresničenje sreče za sebe in druge. To je najbolje opisano v Lotus Sutra, ki prepozna Budino naravo v vseh ljudeh-moških in ženskah, tistih s formalno izobrazbo in tisti brez nje. Razglasi, da lahko vsi ljudje, ne glede na razred, izvor, kulturno ali socialno ozadje, doseže razsvetljenje.”.
Ikeda v svojih pisanjih velikokrat omenja devet zavesti kot pomemben korak do samotransformacije, identificirati devetega, za naravo Bude. Po njegovem mnenju transformacija karme posameznika lahko vodi v transformacijo karme celotne družbe in človeštva.  

## Knjige
Ikeda je produktiven pisatelj, mirovni aktivist in razlagalec Ničirenovega budizma.
Njegovo zanimanje za fotografijo, umetnost, filozofijo, poezijo in glasbo lahko zaznamo v njegovih izdanih delih. V svojih zbirkah esejev in dialogov s političnimi, kulturnimi in izobraževalnimi liki razpravlja o temah, kot so transformativen pomen religije, socialna odgovornost in trajnostni napredek ter razvoj.
Knjiga Choose life: a Dialogue je izdan dialog in dopisovanje, ki se je začelo leta 1971 med Ikedo in britanskim zgodovinarjem Arnoldom J. Toynbeejem. Govori o konvergenci med vzhodom in zahodom o sodobnih temah kot je pomen religije v družbi in prihodnost civilizacije.
V knjigi, izdani leta 1984, Before it is too late, Ikeda in Aurelia Peccei razpravljata o človeški odgovornosti za ekološke posledice industrializacije, ter pozivata na reformo in razumevanje človeškega nadzora, ki vpliva na harmonično zvezo med družbo in naravo. Navdušena sta nad idejo izobraževanja o ekologiji in razširjenim poudarkom na razvoju globalnega razmišljanja o bolj humani družbi. Na podlagi Ikedinega pogleda na enotnost in Pecceijevega pogleda ne ekološko soodvisnost njun dialog potrjuje konvergenco med evropskimi ekološkimi, pacifističnimi in humanitarnimi gibanji ter vzhodno versko mislijo.
Šestnajst pogovorov med Loujem Marinoffom in Ikedo v njuni knjigi The Inner Philosopher (2012) predstavlja klasične vzhodne filozofe. Trdita, da je filozofija lahko osebno dostopna in široko uporabna v vsakdanjem življenju ter da lahko filozofija in psihologija zagotovita vir močnega optimizma.

### Človeška revolucija
Ikedina najbolj znana publikacija je roman Človeška revolucija (人間革命, Ningen Kakumei), ki je bil serijsko objavljen v časopisu Soka Gakkai Seikyo Shimbun. Njena knjižna objava v angleščini vključuje predgovor britanskega filozofa in zgodovinarja Arnolda J. Toynbeeja in je bila prevedena v kitajščino, francoščino, nemščino, španščino, portugalščino, korejščino ter nizozemščino. Avtorjeva uradna spletna stran opisuje knjigo kot “zgodovinski roman, ki prikazuje razvoj Soka Gakkai na Japonskem, od njenega ponovnega rojstva v obdobju po drugi svetovni vojni do zadnjih let njenega drugega predsednika Joseija Tode”. V predgovoru k izdaji je avtor navedel, da je bila pripoved urejena tako, da je v skladu z nedavnim razvojem v zgodovini budizma in upa, da bodo “takšne revizije bralcem pomagale bolje ceniti izvirno sporočilo knjige”.

## Seznam najbolj znanih del
- 人間革命, Ningen Kakumei, 1965
- 誕生と死の謎を解き明かす,Tanjō to shi no nazo o tokiakasu, 1988
- 新・人間革命, Atarashī ningen no kakumei, 1995
- 法華経の知恵：議論,Hokekyō no chie: Giron, 1999
- 仏教の日々：現代生活のための知恵,Bukkyō no hibi: Gendai seikatsu no tame no chie, 2006